# 徹克爾諾克山
46°39′0″N 13°32′0″E / 46.65000°N 13.53333°E
徹克爾諾克山（德語：Tschekelnock），是奧地利的山峰，位於該國南部，由克恩頓州負責管轄，屬於蓋爾塔爾阿爾卑斯山脈的一部分，海拔高度1,892米，每年平均降雨量2,511毫米。